# Mount Kosciuszko
Mount Kosciuszko er med 2.229 m det højeste bjerg i Australien. Bjerget ligger i delstaten New South Wales i Snowy Mountains som er en del af Great Dividing Range. Det er navngivet i 1840 af den polske opdagelsesrejsende Paweł Edmund Strzelecki efter den polske nationalhelt Tadeusz Kościuszko. Navnet blev tidligere stavet Mount Kosciusko, men nu bruges generelt den originale polske stavemåde, dog oftest uden accent.